# Liste der Kardinalpriester von Santa Maria Regina Pacis
Die Liste der Kardinalpriester von Santa Maria Regina Pacis enthält die Kardinalpriester der Kirche Santa Maria Regina Pacis a Monte Verde. Sie wurde 1969 zur Titelkirche erhoben (lat. Titulus Sanctae Mariae Reginae Pacis in Monte Viridi).
- Joseph Parecattil (30. April 1969 – 20. Februar 1987)
- Antony Padiyara (28. Juni 1988 – 23. März 2000)
- Francisco Álvarez Martínez (21. Februar 2001 – 5. Januar 2022)
- Oscar Cantoni (seit 27. August 2022)